# گریس جونز
گرِیس جونز (انگلیسی: Grace Jones؛ زاده ۱۹ مهٔ ۱۹۴۸) خواننده، ترانه‌سرا، تهیه‌کننده و بازیگر جامائیکایی است.
"آن چهره را پیشتر دیده‌ام (لیبرتانگو)"، "برده ریتم"، "زندگی خصوصی (ترانه)" و "به سپر نزدیک شو" از ترانه‌های مشهور وی هستند.
او در فیلم‌هایی همچون نمایی از یک قتل، خواب نیمروزی و خون‌آشام نیز بازی کرده‌است.